# Дакота-Сіті (Айова)
Дакота-Сіті (англ. Dakota City) — місто (англ. city) в США, в окрузі Гумбольдт штату Айова. Населення — 759 осіб (2020).

## Географія
Дакота-Сіті розташована за координатами 42°43′26″ пн. ш. 94°11′50″ зх. д. / 42.72389° пн. ш. 94.19722° зх. д. (42.723830, -94.197120).  За даними Бюро перепису населення США в 2010 році місто мало площу 2,01 км², з яких 1,91 км² — суходіл та 0,10 км² — водойми.

## Демографія
Згідно з переписом 2010 року, у місті мешкали 843 особи в 351 домогосподарстві у складі 238 родин. Густота населення становила 420 осіб/км².  Було 382 помешкання (190/км²).
Расовий склад населення:
| - 96,0 % — білих - 0,5 % — корінних американців - 0,4 % — азіатів - 0,1 % — чорних або афроамериканців - 1,4 % — осіб інших рас |

До двох чи більше рас належало 1,7 %. Частка іспаномовних становила 4,2 % від усіх жителів.
За віковим діапазоном населення розподілялося таким чином: 23,7 % — особи молодші 18 років, 61,9 % — особи у віці 18—64 років, 14,4 % — особи у віці 65 років та старші. Медіана віку мешканця становила 39,3 року. На 100 осіб жіночої статі у місті припадало 104,1 чоловіків;  на 100 жінок у віці від 18 років та старших — 102,2 чоловіків також старших 18 років.
Середній дохід на одне домашнє господарство  становив 53 793 долари США (медіана — 42 708), а середній дохід на одну сім'ю — 62 995 доларів (медіана — 58 603). За межею бідності перебувало 6,9 % осіб, у тому числі 9,0 % дітей у віці до 18 років та 14,0 % осіб у віці 65 років та старших.
Цивільне працевлаштоване населення становило 435 осіб. Основні галузі зайнятості: виробництво — 26,7 %, освіта, охорона здоров'я та соціальна допомога — 24,8 %, роздрібна торгівля — 10,3 %, транспорт — 8,3 %.